# Gerhard Leibold
Gerhard Leibold (* 21. Januar 1945 in Oberstdorf im Allgäu; † 26. Jänner 2024) war ein deutscher christlicher Philosoph und römisch-katholischer Theologe.

## Leben
Gerhard Leibold studierte Philosophie und katholische Theologie an den Universitäten in Bonn, Bochum, Innsbruck und München. Das Doktorat erwarb er 1971 in Christlicher Philosophie an der Katholisch-Theologischen Fakultät in Innsbruck, im gleichen Fach 1980 die Habilitation in Innsbruck und das Doktorat 1985 in katholischer Theologie in München. In seiner Habilitationsschrift beschäftigte er sich mit einem Kommentar Wilhelm von Ockhams. Von 1970 bis 1980 war er wissenschaftlicher Assistent am Institut für Christliche Philosophie der Theologischen Fakultät der Universität Innsbruck. Von 1981 bis 1995 war er wissenschaftlicher Mitarbeiter an der Bayerischen Akademie der Wissenschaften in München.
Von 1995 bis zu seiner Emeritierung 2012 war er Ordinarius für Christliche Philosophie der Universität Innsbruck. Zudem war er Vorstand des Instituts für Christliche Philosophie von 1996 bis 2001 sowie Vorsitzender des Fakultätskollegiums und der Curriculumskommission an der Katholisch-Theologischen Fakultät in Innsbruck. Er war Mitglied der Kommission für die Herausgabe ungedruckter Texte aus der mittelalterlichen Geisteswelt der Bayerischen Akademie der Wissenschaften in München.
Gerhard Leibold starb am 26. Januar 2024 im Alter von 79 Jahren an den Folgen eines Schlaganfalls.